# 대한민국 형사소송법 제124조
대한민국 형사소송법 제124조는 여자의 수색과 참여에 대한 형사소송법의 조문이다.

## 조문
제124조(여자의 수색과 참여) 여자의 신체에 대하여 수색할 때에는 성년의 여자를 참여하게 하여야 한다.

第124條(女子의 搜索과 參與) 女子의 身體에 對하여 搜索할 때에는 成年의 女子를 參與하게 하여야 한다.

## 참고 문헌
- 손동권 신이철, 새로운 형사소송법(초판, 2013), 세창, 2013. ISBN 9788984114081

## 같이 보기
- 수색